# Ихтияров, Бахтиёр Ахмедович
Бахтиёр (Бахтияр) Ахмедович Ихтияров (28 марта 1940, Бухара, Узбекская ССР — 21 ноября 2021, Ташкент, Узбекистан) — советский и узбекский актёр театра и кино, театральный режиссёр. Заслуженный артист Узбекской ССР (1964). Народный артист Узбекской ССР (1989).

## Биография
Окончил Ташкентский театрально-художественный институт им. Островского. Артист Республиканского театра Сатиры имени Абдуллы Каххара. Первый фильм — «Где ты, моя Зульфия?».
Работал в Театре сатиры им. А. Каххара (1988—1991), Театре драмы и комедии им. Мукимий (1959—1976, 1980—1988) и Узбекском молодежном театре «Ёш гвардия» (1976—1980).
Жена — актриса Марьям Ихтиярова.
Скончался 21 ноября 2021 года.

## Избранная фильмография
- 1964 — Где ты, моя Зульфия? — Бахтияр, сын Саида
- 1966 — Колокол Саята — торговец
- 1969 — Яблоки сорок первого года — Саид
- 1969 — Минувшие дни — кукольник
- 1971 — Драма любви — эпизод
- 1971 — Порыв — Алим
- 1972 — Седьмая пуля — Сагдулла, боец-дезертир из отряда Максумова
- 1973 — Чинара — Саттар
- 1974 — Абу Райхан Беруни — Сухраб
- 1975 — Ты, песня моя — Анвар Каримович
- 1975 — Человек уходит за птицами — отец Фаруха
- 1976 — Повесть о двух солдатах — Ахмад Максудов
- 1976 — Седьмой джинн — Бахадыр-Рустам-Дильшад ибн Садык
- 1977 — Озорник — сумасшедший
- 1978 — Любовь и ярость — Кары
- 1979 — Огненные дороги — Юсупджан, дядя Хамзы
- 1980 — Девушка из легенды — Хаким
- 1983 — Жаркое лето в Кабуле — Джамали
- 1984 — Невеста из Вуадиля — Ахмад-палван
- 1991 — По закону джунглей (СССР-Индия) — Бахтияр-ака, конферансье цирка
- 1994 — Кодекс молчания 2: След чёрной рыбы — Вахидов